# Ávito
Marco Mecílio Flávio Epárquio Ávito (em latim: Marcus Maecilius Flavius Eparchius Avitus); ca. 395 — 456/7) ou, simplesmente, Epárquio Ávito (em latim: "Eparchius Avitus"), foi um imperador (Augusto) do Império Romano do Ocidente de 9/10 de julho de 455 a 17/18 de outubro de 456, tendo ascendido pouco depois do Saque de Roma pelos vândalos de Genserico (r. 428–477). Antes de ascender, ocupou várias posições militares sob Aécio.

## Vida

### Origens e família
Epárquio Ávito nasceu por volta de 395 em Augustonêmeto (atual Clermonte), na Gália. Pertencia a uma família senatorial e era filho de uma nobre de nome incerto e possivelmente do cônsul em 421 Agrícola. Era descendente de Filágrio e parente de Prisco Valeriano, Teodoro e Magno Félix. Com sua esposa cujo nome também não é conhecido, geraria Ecdício, Papianila, que se casou com Sidônio Apolinário, e Agrícola, casado com uma filha de Rurício de Limoges.

### Carreira
Em seus primeiros anos, Ávito recebeu uma boa educação e, ao que parece, estudou direito. Pouco antes de 421, foi enviado como emissário a Costâncio III (r. 421) para tentar obter uma redução em sua terra natal e sua missão foi um sucesso. Em 425/6, visitou a corte do Reino Visigótico em Tolosa, onde seu parente Teodoro vivia como refém. Se tornou o favorito do rei Teodorico I (r. 418–451). Então, serviu sob Aécio em três posições militares. O primeiro foi em 430/1 nas campanhas contra os jutungos e nóricos, mas é incerto qual seja. Depois em 436, nas campanhas contra os burgúndios, mas este também é incerto; à época que ocupou tal posição, era um homem ilustre. Em 437, como mestre dos soldados da Gália, voltou para sua terra natal, onde venceu com distinção a batalha contra um grupo de invasores hunos sob Litório. No mesmo ano, ajudou a aliviar Narbo Márcio (atual Narbona) que estava sendo sitiada por Teodorico.

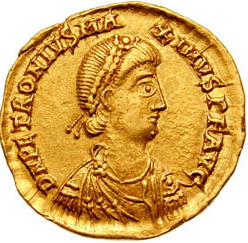
Soldo de Petrônio Máximo

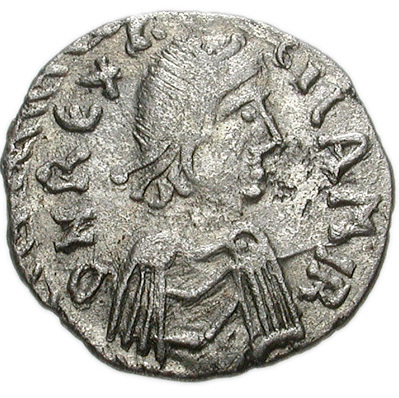
Denário de Honório usado por Genserico

Em 439/440, tornar-se-ia prefeito pretoriano da Gália. Nessa posição, que foi seu primeiro ofício civil, negociou a renovação do acordo de amizades com os visigodos e teve influência o suficiente para interferir na educação do futuro Teodorico II (r. 453–466), que também estudou os poetas latinos. Antes do verão de 440, deixou sua posição e se dirigiu às suas posses, onde permaneceu até 451, quando convenceu Teodorico a lutar com Aécio contra Átila e seus hunos na Batalha dos Campos Cataláunicos. Depois disso, voltou para suas propriedades, onde ficaria até 455. Nesse ano, foi nomeado mestre dos soldados na presença por Petrônio Máximo e foi enviado como embaixador aos visigodos, quiçá para reconfirmar seu estatuto federado. Em 22 de maio, enquanto estava em missão, soube da morte de Petrônio Máximo e do saque de Roma pelos vândalos. Teodorico o convenceu a aceitar a púrpura e ambos partiram a Arles, onde foi formalmente elevado segundo relato de Mário de Avenches. Em 9/10, com apoio gaulês, a cerimônia de ascensão foi feita. Parece que antes mesmo de ter chego na Itália com vários contingentes bárbaros, os senadores de Roma já haviam o reconhecido.
Em sua marcha, parece ter utilizado as tropas que tinha para restabelecer a autoridade imperial sobre Nórico e nomeou o godo Remisto como patrício e mestre dos soldados em Ravena com um contingente godo. Então, tratou de tentar obter reconhecimento de Marciano (r. 450–457), o imperador do Império Romano do Oriente. Segundo Idácio de Chaves, reinaram em concórdia, mas ao que parece não houve reconhecimento formal, uma vez que o Oriente e o Ocidente tinham seus próprios cônsules, ao mesmo tempo que não aceitaram os cônsules nomeados pelo outro grupo. Em seguida, tentou lidar com os vândalos pelas vias diplomáticas, enviando uma embaixada a Cartago, capital do Reino Vândalo, para cobrar do rei Genserico (r. 428–477) o cumprimento do acordo firmado em 442 sob ameaça de ser atacado. Por fim, enviou o conde Frontão à Hispânia como embaixador no Reino Suevo, que respondeu invadindo a Tarraconense. Os visigodos de Teodorico II, respeitando sua aliança com Ávito, atacaram os suevos, que foram derrotados em 456 no Úrbico.
Em 1 de janeiro de 456, assumiu o consulado. Pouco depois, seu genro Sidônio Apolinário lhe dedicou um panegírico e ergueu estátua sua no fórum de Trajano. Segundo Idácio, uma grande multidão de vândalos que invadiu a Gália e Itália com 60 navios foi destruída apor ser capturada por Ricímero, enquanto na Córsega houve uma matança dos vândalos. Apesar desses sucessos, segundo João de Antioquia, houve fome generalizada, que fez com que os romanos obrigassem o imperador a expulsar seus aliados de Roma. Também foi forçado a expulsar seus aliados godos, a quem pagou após vender as partes em bronze de obras públicas nos mercados, pois não havia ouro nos tesouros reais.
A venda dos adornos em metais gerou revolta entre os civis, e ela logo se espalhou pelo exército liderado por Majoriano e Ricímero. No início do outono, foi forçado a deixar Roma e tentar alcançar na Gália. Os rebeldes e suas forças lutaram em Ravena, onde Remisto foi morto em 17 de setembro e substituído por Messiano. Ávito continuou a marcha até Arles, onde reagrupou todas as suas forças. Em 17 de outubro, na Itália, encontrou decisivamente os rebeldes em Placência, onde foi derrotado. No rescaldo, foi forçado a se tornar bispo da cidade. Ainda em 456, ou mais provavelmente em 457, foi assassinado por Majoriano, porém os relatos são contraditórios. Segundo Gregório de Tours, foi morto quando tentou se dirigir à Basílica de São Julião, enquanto João de Antioquia fala em morte por inanição ou estrangulamento. As fontes também divergem, mas parece, sobretudo se considerado o relato de Idácio, que embora deposto, foi reconhecido como imperador até sua morte.